# Kommissar für institutionelle Beziehungen
Der Kommissar für institutionelle Beziehungen ist ein Mitglied der Europäischen Kommission. Das Ressort wurde in der Kommission Ortoli 1973 eingerichtet, um die Beziehungen zum Europäischen Parlament zu koordinieren. Seit der Kommission Barroso I ab 2004 wurde seine Zuständigkeit auch auf die anderen Institutionen der Europäischen Union erweitert. Die Amtsinhaber hatten dabei stets noch weitere Zuständigkeiten in der Kommission inne.

## Amtsinhaber
| Amtsinhaber              | Amtszeit  | Staat        | nationale Partei | europäische Partei | sonstige Zuständigkeiten                                                                           |
| ------------------------ | --------- | ------------ | ---------------- | ------------------ | -------------------------------------------------------------------------------------------------- |
| Maroš Šefčovič           | seit 2019 | Slowakei     | SMER             | SPE (bis 2023)     | Vizepräsident, Vorausschau (bis 2024); Handel und wirtschaftliche Sicherheit (ab 2024)             |
| Frans Timmermans         | 2014–2019 | Niederlande  | PvdA             | SPE                | Erster Vizepräsident, Verwaltung, Bessere Rechtssetzung, Rechtsstaatlichkeit und Grundrechtecharta |
| Maroš Šefčovič           | 2010–2014 | Slowakei     | SMER nahestehend | SPE nahestehend    | Vizepräsident, Verwaltung                                                                          |
| Margot Wallström         | 2004–2010 | Schweden     | SAP              | SPE                | Erste Vizepräsidentin, Kommunikationsstrategie                                                     |
| Loyola de Palacio        | 1999–2004 | Spanien      | PP               | EVP                | Vizepräsidentin, Verkehr, Energie                                                                  |
| unbesetzt                | 1995–1999 |              |                  |                    | |
| João de Deus Pinheiro    | 1993–1995 | Portugal     | PSD              | EVP                | Afrika, Länder des karibischen Raumes und des Pazifischen Ozeans, Südafrika, Lomé-Abkommen         |
| unbesetzt                | 1989–1993 |              |                  |                    | |
| Grigoris Varfis          | 1985–1989 | Griechenland | PASOK            | SPE                | Regionalpolitik, Verbraucherschutz                                                                 |
| Frans Andriessen         | 1981–1985 | Niederlande  | CDA              | EVP                | Wettbewerb                                                                                         |
| unbesetzt                | 1977–1981 |              |                  |                    | |
| Carlo Scarascia-Mugnozza | 1973–1977 | Italien      | DC               | EVP                | Vizepräsident, Umweltpolitik, Verkehr                                                              |